# キスなら後にして
「キスなら後にして」（キスならあとにして）は、1994年3月24日にリリースされた稲垣潤一31枚目のシングル。

## 解説
稲垣初のセルフ・プロデュース作品。
ブティックJOYCMソング。
NHKドラマ「南部大吉交番日記」主題歌。

## 内容
1. キスなら後にして
  - 作詞：秋元康、作曲：三井誠、編曲：清水信之
2. あの夏の風のように
  - 作詞・作曲：稲垣潤一　編曲：稲垣潤一、塩入俊哉